# Эдоле

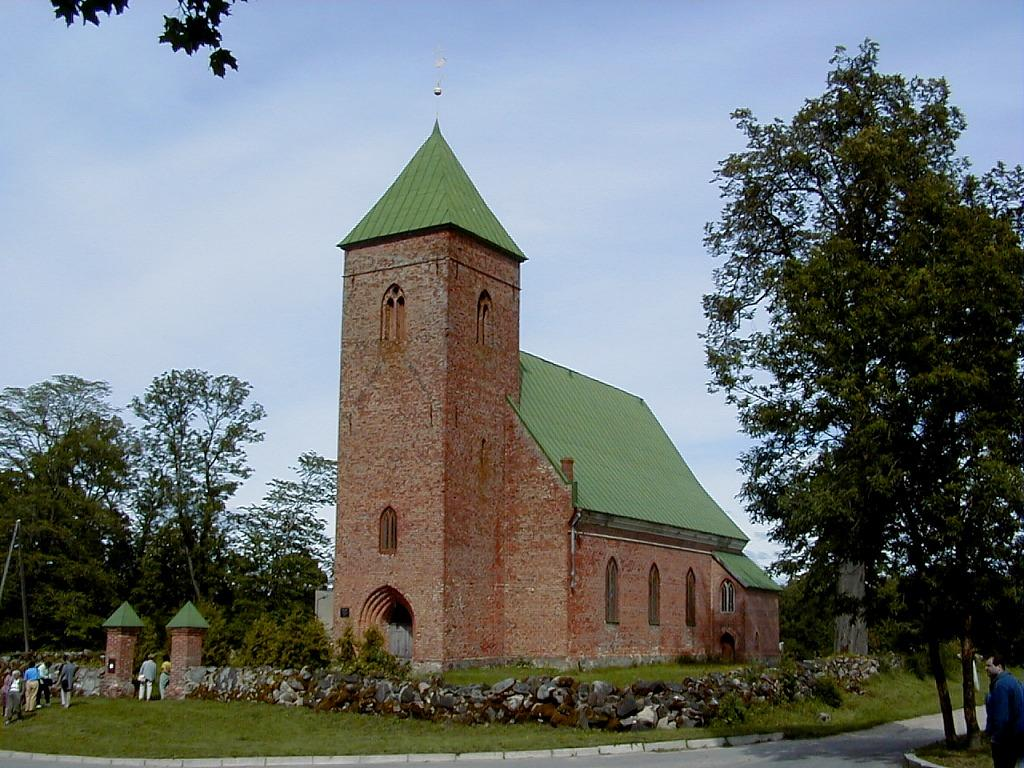
Лютеранская церковь

Эдоле (латыш. Ēdole, ранее Эдвален, нем. Edwahlen) — населённый пункт в Кулдигском крае Латвии. Административный центр Эдольской волости. Находится у региональной автодороги P119 (Кулдига — Алсунга — Юркалне) на реке Ванка. Расстояние до города Кулдига составляет около 20 км. По данным на 2017 год, в населённом пункте проживало 400 человек. Главными достопримечательностями села являются неоготический замок Эдвален и лютеранская церковь XVII века. Также есть волостная администрация, начальная школа, дом культуры и почта.

## История
Впервые упоминается в XIII веке.
В составе Российской империи — центр Эдваленской волости Виндавского уезда. Проводилась ежегодная ярмарка.
В советское время населённый пункт был центром Эдолского сельсовета Кулдигского района. В селе располагалась центральная усадьба колхоза «Эдоле».